# Котовка (Смоленская область)
Котовка — деревня в Шумячском районе Смоленской области России. Входит в состав Руссковского сельского поселения. По состоянию на 2007 год постоянного населения не имеет.
Расположена в юго-западной части области в 17 км к западу от Шумячей, в 16 км севернее автодороги А101 Москва — Варшава («Старая Польская» или «Варшавка»), на берегу реки Соженка. В 17 км юго-восточнее деревни расположена железнодорожная станция Осва на линии Рославль — Кричев.

## История
В годы Великой Отечественной войны деревня была оккупирована гитлеровскими войсками в августе 1941 года, освобождена в сентябре 1943 года.